# Antoine van der Linden
Antoine van der Linden (Rotterdam, 17 marzo 1976) è un ex calciatore olandese, di ruolo difensore.